# Rhamphomyia subsultans
Rhamphomyia subsultans är en tvåvingeart som beskrevs av Frey 1922. Rhamphomyia subsultans ingår i släktet Rhamphomyia och familjen dansflugor. Inga underarter finns listade i Catalogue of Life.